# قائمة مطارات مصر
تلك هي قائمة بالمطارات المدنية تقع في جمهورية مصر العربية:

## المطارات الدولية

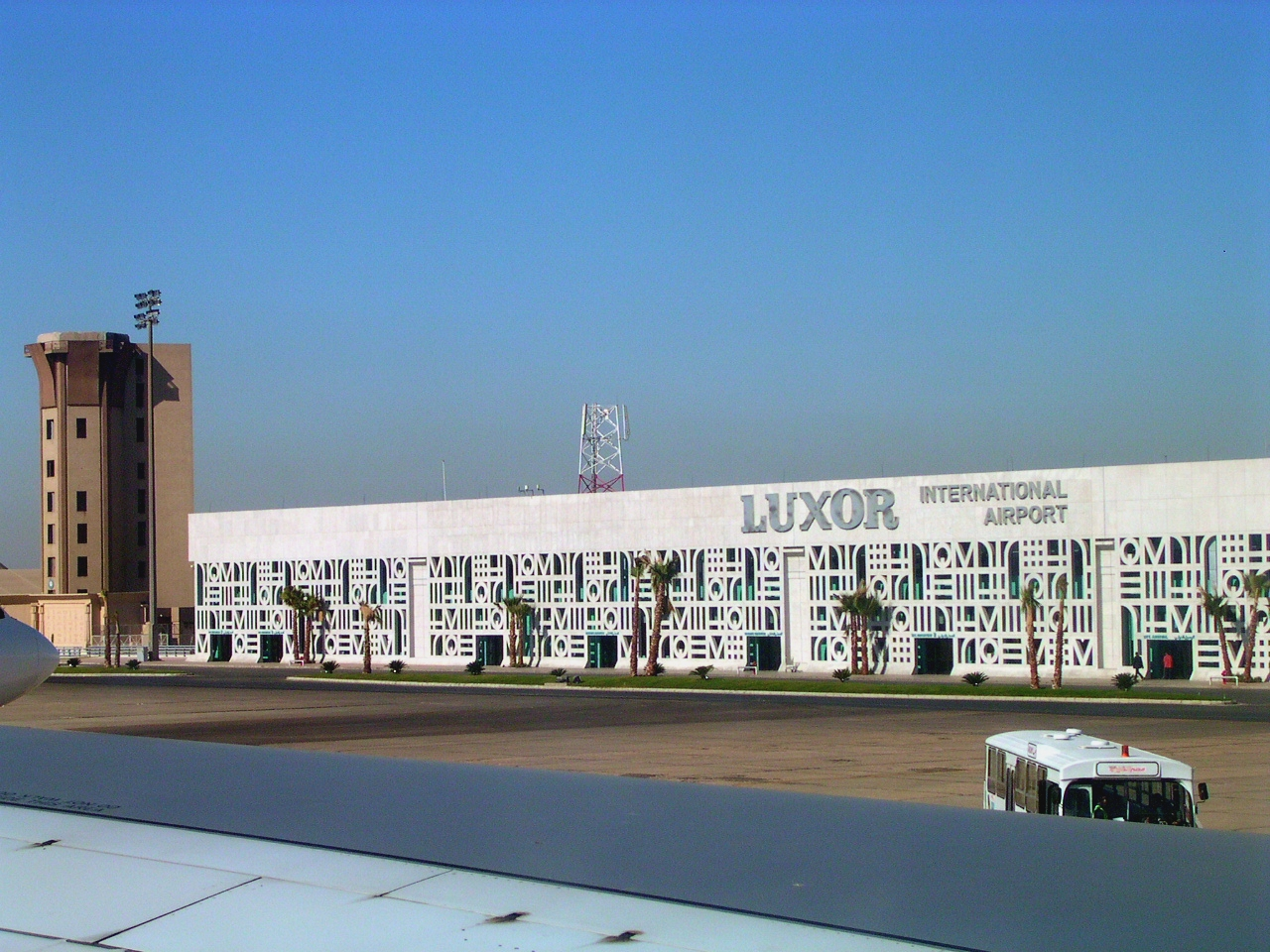
إحدي مباني مطار الأقصر الدولي.

مبنى الركاب 1 بمطار برج العرب الدولي.

| موقع المطار | إيكاو | إياتا | اسم المطار             | إحداثيات                                                    |
| ----------- | ----- | ----- | ---------------------- | ----------------------------------------------------------- |
| القاهرة     | HECA  | CAI   | مطار القاهرة الدولي    | 30°07′19″N 031°24′20″E / 30.12194°N 31.40556°E              |
| الجيزة      | HECW  | SPX   | مطار سفنكس الدولي      |                                                             |
| الإسكندرية  | HEAX  | ALY   | مطار الإسكندرية الدولي | 30°55′04″N 029°41′47″E / 30.91778°N 29.69639°E              |
| مرسى مطروح  | HEMM  | MUH   | مطار مرسى مطروح الدولي | 31°19′27.998″N 27°13′19.999″E / 31.32444389°N 27.22222194°E |
| شرم الشيخ   | HESH  | SSH   | مطار شرم الشيخ الدولي  | 27°58′38″N 034°23′41″E / 27.97722°N 34.39472°E              |
| طابا        | HETB  | TCP   | مطار طابا الدولي       | 29°35′16″N 034°46′41″E / 29.58778°N 34.77806°E              |
| الغردقة     | HEGN  | HRG   | مطار الغردقة الدولي    | 27°10′41″N 033°47′57″E / 27.17806°N 33.79917°E              |
| أسيوط       | HEAT  | ATZ   | مطار أسيوط الدولي      | 27°02′47″N 031°00′43″E / 27.04639°N 31.01194°E              |
| الأقصر      | HELX  | LXR   | مطار الأقصر الدولي     | 25°40′15″N 032°42′23″E / 25.67083°N 32.70639°E              |
| أسوان       | HESN  | ASW   | مطار أسوان الدولي      | 23°57′51″N 032°49′11″E / 23.96417°N 32.81972°E              |

## المطارات الداخلية - الدولية
| موقع المطار  | إيكاو | إياتا | اسم المطار              | إحداثيات                                       |
| ------------ | ----- | ----- | ----------------------- | ---------------------------------------------- |
| العريش       | HEAR  | AAC   | مطار العريش الدولي      | 31°04′24″N 033°50′09″E / 31.07333°N 33.83583°E |
| سانت كاترين  | HESC  | SKV   | مطار سانت كاترين الدولي | 28°41′07″N 34°03′45″E / 28.68528°N 34.06250°E  |
| شرق العوينات | HEOW  | GSQ   | مطار شرق العوينات       | 22°35′00″N 28°42′58″E / 22.58333°N 28.71611°E  |
| أبو سمبل     | HEBL  | ABS   | مطار أبو سمبل           | 22°22′33″N 031°36′42″E / 22.37583°N 31.61167°E |
| سوهاج        |       | HMB   | مطار سوهاج الدولي       |                                                |
| وادي المليز  |       |       | مطار البردويل الدولي    |                                                |

## المطارات الداخلية
| موقع المطار      | إيكاو | إياتا | اسم المطار            | إحداثيات                                      |
| ---------------- | ----- | ----- | --------------------- | --------------------------------------------- |
| بورسعيد          | HEPS  | PSD   | مطار بورسعيد          | 31°16′46″N 32°14′24″E / 31.27944°N 32.24000°E |
| الطور            | HETR  | ELT   | مطار الطور            |                                               |
| واحة الداخلة     | HEDK  | DAK   | مطار واحة الداخلة     |                                               |
| الخارجة          | HEKG  | UVL   | مطار الخارجة          |                                               |
| الجورة           | HEGR  | EGH   | مطار الجورة           |                                               |
| الجيزة           | HEEM  |       | مطار إمبابة           |                                               |
| الوادي الجديد    | HENV  | UVL   | مطار الوادي الجديد    |                                               |
| رأس النقب        |       | RAF   | مطار النقب            |                                               |
| رأس غارب         |       |       | مطار رأس غريب         |                                               |
| رأس شكر          |       |       | مطار رأس شكر          |                                               |
| أبو رديس         |       | AUE   | مطار أبو رديس         |                                               |
| وادي المليز      |       |       | مطار البردويل الدولي  |                                               |
| العاصمة الإدارية |       |       | مطار العاصمة الادارية | 30°04'25.2"N 31°50'34.4"E                     |

## مطار التدريب
| موقع المطار      | إيكاو | إياتا | اسم المطار    | إحداثيات                                      |
| ---------------- | ----- | ----- | ------------- | --------------------------------------------- |
| السادس من أكتوبر | HEOC  |       | مطار 6 أكتوبر | 29°48′44″N 30°49′42″E / 29.81222°N 30.82833°E |

مطار امبابة

## مطارات (BOT)
| موقع المطار | إيكاو | إياتا | اسم المطار           | إحداثيات                                       |
| ----------- | ----- | ----- | -------------------- | ---------------------------------------------- |
| مرسى علم    | HEMA  | RMF   | مطار مرسى علم الدولي | 25°33′25″N 034°35′01″E / 25.55694°N 34.58361°E |
| مرسي مطروح  |       |       | مطار العلمين الدولي  | 26°55′30″N 40°27′28″E / 26.92500°N 40.45778°E  |

## مطارات عسكرية
| موقع المطار | إيكاو | إياتا | اسم المطار  | إحداثيات                                       |
| ----------- | ----- | ----- | ----------- | ---------------------------------------------- |
| القاهرة     | HE15  |       | مطار حلوان  | 25°33′25″N 034°35′01″E / 25.55694°N 34.58361°E |
| القاهرة     |       |       | مطار ألماظة | 26°55′30″N 40°27′28″E / 26.92500°N 40.45778°E  |